# 甘宇平
甘宇平（1939年11月—），男，四川富顺人，中华人民共和国政治人物，曾任四川省人民政府副省长，第九届全国人大代表，第十届全国政协委员。